# Tayla Parks
Taylor Monet Parks, detta Tayla, nota anche con lo pseudonimo di Tayla Parx (Dallas, 16 settembre 1993), è una cantautrice, musicista e attrice statunitense.
Successivamente al debutto come attrice nel 2007 al film Hairspray - Grasso è bello, ruolo che le vale la vittoria di un Critics' Choice Awards, Parx intraprendere la carriera musicale dagli anni 2010, come autrice e compositrice per numerosi artisti, ottenendo successo grazie ai progetti con Ariana Grande, grazie a cui ha ottenuto una nomina ai Grammy Award come autrice dell'album Thank U, Next.
Parks ha inoltre collaborato con Mariah Carey, Christina Aguilera, Alicia Keys, Tori Kelly, Dua Lipa, Megan Thee Stallion, Chris Brown, John Legend, Jennie e ai gruppi Little Mix, Fifth Harmony, Red Velvet, BTS e Panic! at the Disco.

## Biografia

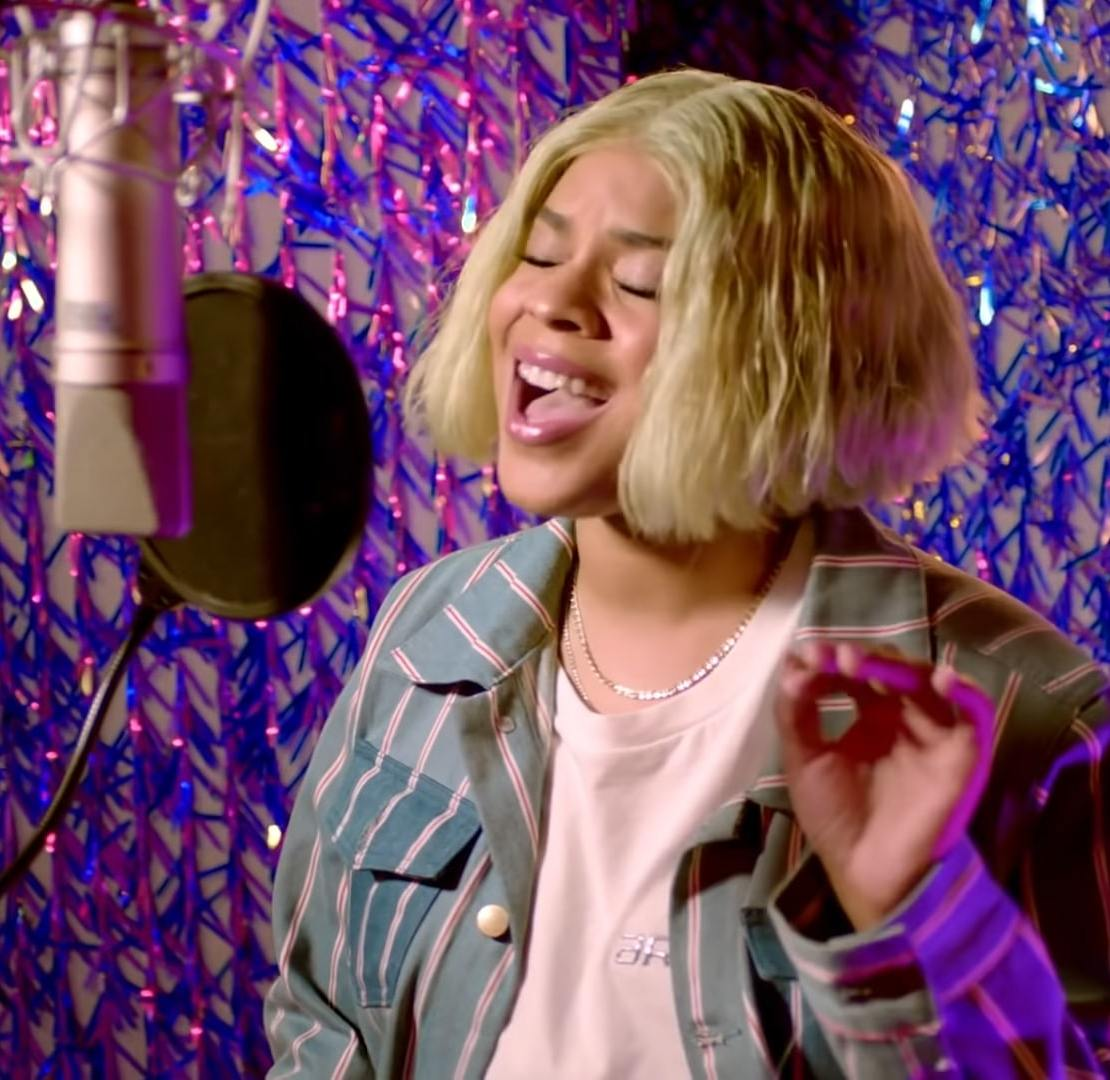
Tayla Parx in studio di registrazione

Taylor Monet Parks nasce il 16 settembre 1993 a Dallas. Fin da bambina entra a far parte del mondo delle arti performative e danza, iscrivendosi all'accademia di  Debbie Allen. Dopo aver ottenuto il permesso dai genitori di Tayla, Allen portò l'allieva a Washington, D.C. per entrare a far parte dei professionisti del Kennedy Center. Ha iniziato la sua carriera come attrice recitando nel musical Hairspray - Grasso è bello interpretando la piccola Inez che le ha valso la vittoria del Critics' Choice Award. Successivamente ha dei piccoli ruoli in serie televisive come True Jackson, VP, Bones e Victorious.
All'età di 19 anni firma un contratto come compositrice e autrice per la Warner Music Group, e inizia a scrivere canzoni per numerosi artisti. Nel 2014 scrive il singolo di debutto delle Fifth Harmony Boss, il singolo Infinity con Mariah Carey, oltre che per Ariana Grande, Danity Kane, Jennifer Lopez e Keyshia Cole. Nel 2015 scrive brani per i progetti discografici di Prince Royce, Red Velvet, Jason Derulo, 50 Cent, e appare vocalmente nella traccia Anyway di Chris Brown. Nel 2016 è collabora con Alicia Keys nella scrittura del singolo In Common, con Meghan Trainor in Better e Woman Up, oltre che negli album di Demi Lovato, Guy Sebastian, Sofía Reyes. Nello stesso anno viene accreditata nella collaborazione Your Eyes dei The Knocks.
Nel 2017 pubblica il suo mixtape Tayla Made, che contiene i singoli Love You, Bump That, Potential. Nel progetto è inoltre inserita la collaborazione Runaway con Khalid. Nel corso dell'anno è presente come autrice in numerose canzoni per Travis Garland, Fergie, Majid Jordan e dei BTS. Nel 2018 scrive quattro tracce per l'ottavo progetto discografico di Christina Aguilera Liberation, ulteriori quattro assieme a Janelle Monáe per l'album Dirty Computer, entrambi progetti ricevono candidature ai 61° Grammy Awards. Nello stesso anno è autrice del singolo di successo High Hopes dei Panic! at the Disco e della collaborazione Love Lies di Khalid e Normani ed è presente nel progetto discografico del duo Chloe x Halle.
Nel 2019 viene pubblicato il primo album della Parks intitolato We Need to Talk. Nel corso del 2019 è presente in numerose tracce del quinto album in studio di Ariana Grande, scrivendo i due singoli principali 7 Rings e Thank U, Next, ottenendo la prima nomina ai Grammy Award nella categoria album dell'anno come autrice. Sempre nello stesso anno scrive due brani con Tori Kelly, per il progetto discografico della Kelly Inspired by True Events. Nel 2020 scrive canzoni per i progetti discografici di Kesha, Kelsea Ballerini, John Legend, Megan Thee Stallion e Fleur East. Sempre nel 2020 è presente nel sesto progetto discografico di Ariana Grande, scrivendo cinque brani tra cui il singolo 34+35. Nello stesso anno scrive il singolo Sweet Melody contenuto nell'album Confetti delle Little Mix.

## Discografia

### Album in studio
- 2019 – We Need to Talk
- 2020 – Coping Mechanism

### Mixtape
- 2017 – Tayla Made

### Singoli
- 2015 – Do Not Answer
- 2016 – Love You
- 2016 – Bump That
- 2016 – Potential
- 2018 – Runaway (feat. Khalid)
- 2018 – Me vs. Us
- 2018 – Slow Dancing
- 2019 – I Want You
- 2019 – Fight (feat. Florida Georgia Line)

### Autrice (parziale)
- 2013 – Call Me Crazy di Sevyn Streeter
- 2014 – Bye Baby delle Danity Kane
- 2014 – All In A Day's Work delle Danity Kane
- 2014 – My Everything di Ariana Grande
- 2014 – Boss delle Fifth Harmony
- 2014 – So Good di Jennifer Lopez
- 2014 – Rick James di Keyshia Cole
- 2014 – Glass House di Luke James
- 2015 – Infinity di Mariah Carey
- 2015 – Dope delle Fifth Harmony
- 2015 – Diamond degli F(x)
- 2015 – Love Me Down di Jason Derulo
- 2015 – Lie to Me di Prince Royce
- 2015 – Dumb Dumb delle Red Velvet
- 2015 – Campfire dei Red Velvet
- 2015 – Don't U Wait No More dei Red Velvet
- 2015 – Anyway di Chris Brown (in duetto con la stessa Tayla Parx)
- 2015 – Birthday di Elle Varner
- 2015 – Na Na Na dei Pentatonix
- 2015 – Ref dei Pentatonix
- 2015 – Lie To Me di Prince Royce
- 2015 – Paris On a Sunny Day di Prince Royce
- 2015 – Just Sayin/I Tried dei The Internet
- 2015 – Special Affair dei The Internet
- 2016 – Fuck Apologies di JoJo
- 2016 – Better di Meghan Trainor
- 2016 – Woman Up di Meghan Trainor
- 2016 – In Common di Alicia Keys
- 2016 – Your Eyes di The Knocks
- 2016 –  All the Time di Chris Lane
- 2016 – Asleep di Majid Jordan
- 2016 – The Space Between di Majid Jordan
- 2017 – Solo Yo di Sofía Reyes
- 2017 – Deliver delle Fifth Harmony
- 2017 – Cry Baby di Demi Lovato
- 2017 – Just Like You di Fergie
- 2017 – Mic Drop dei BTS
- 2017 – Mic Jack di Big Boi
- 2017 – Island di Eric Bellinger (in duetto con la stessa Tayla Parx)
- 2017 – Make You Mine di Emma Jensen
- 2017 – AllSheWannaDo di Travis Garland
- 2017 – Motel Pool di Travis Garland
- 2017 – You Made Your Bed (So Lay In It) di Travis Garland
- 2018 – High Hopes dei Panic! At The Disco
- 2018 – Love Lies di Khalid e Normani
- 2018 – Pynk di Janelle Monáe
- 2018 – I Like That di Janelle Monáe
- 2018 – I Got the Juice di Janelle Monáe
- 2018 – Don't Judge Me di Janelle Monáe
- 2018 – Accelerate di Christina Aguilera
- 2018 – Maria di Christina Aguilera
- 2018 – Right Moves di Christina Aguilera
- 2018 – Like I Do di Christina Aguilera
- 2018 – Thank U, Next di Ariana Grande
- 2018 – Your Song di BoA
- 2018 – The Kids Are Alright di Chloe x Halle
- 2018 – Invited di Marcus & Martinus
- 2018 – Tints di Anderson Paak
- 2018 – Swing di Quavo
- 2019 – 7 Rings di Ariana Grande
- 2019 – Needy di Ariana Grande
- 2019 – NASA di Ariana Grande
- 2019 – Make Up di Ariana Grande
- 2019 – Ghostin di Ariana Grande
- 2019 – Got Her Own di Ariana Grande
- 2019 – Pocket Dial di Marcus & Martinus
- 2019 – Let Me Go di Marcus & Martinus
- 2019 – Coffee di Tori Kelly
- 2019 – 2 Places di Tori Kelly
- 2020 – Honey di Kesha
- 2020 – Summer di Kesha
- 2020 – Diamonds di Megan Thee Stallion e Normani
- 2020 – Overshare di Kelsea Ballerini
- 2020 – Easy to Love di Fleur East
- 2020 – I'm Ready di John Legend
- 2020 – Take Yourself Home di Troye Sivan
- 2020 – Not a Pop Song delle Little Mix
- 2020 – Sweet Melody delle Little Mix
- 2020 – 34+35 di Ariana Grande
- 2025 – Like Jennie Jennie

## Filmografia

### Cinema
- Hairspray - Grasso è bello (Hairspray), regia di Adam Shankman (2007)
- Justice League: Gods and Monsters, regia di Sam Liu (2015)
- Lost & Found, regia di Brittany Hendricks (2019)

### Televisione
- Una mamma per amica (Gilmore Girls) – serie TV, episodio 6x18 (2006)
- Tutti odiano Chris (Everybody Hates Chris) – serie TV, episodio 2x01 (2006)
- Carpoolers – serie TV, episodio 1x01 (2007)
- True Jackson, VP – serie TV, episodi 1x19–2x11–3x05 (2009–2010)
- Bones – serie TV, episodio 6x08 (2010)
- Victorious – serie TV, episodio 3x06 (2012)

## Doppiatrici italiane
- Ludovica De Caro in True Jackson, VP